# Dołuje (gmina)
Dołuje – dawna gmina wiejska istniejąca w latach 1945–1954 w woj. szczecińskim (dzisiejsze woj. zachodniopomorskie). Siedzibą władz gminy były Dołuje.
Gmina Dołuje powstała po II wojnie światowej na terenie tzw. Ziem Odzyskanych (tzw. III okręg administracyjny – Pomorze Zachodnie). 28 czerwca 1946 gmina – jako jednostka administracyjna powiatu szczecińskiego – weszła w skład nowo utworzonego woj. szczecińskiego.
31 grudnia 1951 nazwę gromady Dołuje-kolonia w gminie Dołuje zmieniono na Lubieszyn.
Według stanu z 1 lipca 1952 gmina składała się z 8 gromad: Będargowo, Bobolin, Dołuje, Lubieszyn (do 1951 Dołuje-Kolonia), Mierzyn, Stobno, Warzymice i Wąwelnica. Gmina została zniesiona 29 września 1954 wraz z reformą wprowadzającą gromady w miejsce gmin. Jednostki nie przywrócono 1 stycznia 1973 wraz z kolejną reformą reaktywującą gminy, a jej dawny obszar wszedł głównie w skład gminy Dobra.